# 6766 Хармс
6766 Хармс (6766 Kharms) — астероїд головного поясу, відкритий 20 жовтня 1982 року.
Тіссеранів параметр щодо Юпітера — 3,347.
Названий на честь радянського письменника Даниїла Хармса.